# Брейнрот
Брейнрот (англ. brain rot, brainrot, дословно — «гниение / разложение мозга») — разговорное название интернет-контента низкого качества или ценности; часто в это понятие включается ИИ-контент (слоп). Этим словом также называют чрезмерное использование цифровых медиа, которое может привести к снижению когнитивных функций, включая снижение концентрации внимания и нарушение психики.

## История
Впервые выражение было использовано в Интернете ещё в 2004 году, а к 2023 году стало популярным и превратилось в интернет-мем. 
В 2024 году австралийский политик Фатима Пейман попала в заголовки газет, включив в публичное выступление в Сенате молодежный сленг. Речь, написанная младшим сотрудником Эзрой Исмой, была названа некоторыми людьми примером «прогнивания мозгов» за пределами онлайн-мира.

## Употребление
Термин  «брейнрот» часто используют критики цифровых привычек подростков, утверждающие, что подростки чрезмерно погружены в интернет-культуру. Обычно его связывают со словарным запасом человека, состоящим исключительно из сетевого жаргона. 
Этот термин часто ассоциируется со сленгом и тенденциями, популярными среди детей и подростков, такими как «скибиди» (отсылка к туалетам «Скибиди»), «rizz» (сокращение от «харизма»), «goofy ahh» («тупой, нелепый»), «gyatt» (отсылка к ягодицам) и «сигма» (относится к лидеру или сигма-самцу).